# Сальвадор Далі
Сальвадо́р Далі́ (повне ім'я: Сальвадор Феліп Жасінт Далі і Доме́нек, маркіз де Пуболь, кат. Salvador Felip Jacint Dalí i Domènech, ісп. Salvador Felipe Jacinto Dalí i Domènech, marqués de Dalí de Púbol; 11 травня 1904, Фігерас — 23 січня 1989, Фігерас) — іспанський (каталонський) художник, скульптор, гравер, письменник, один з головних представників сюрреалізму XX століття.

## Життєпис

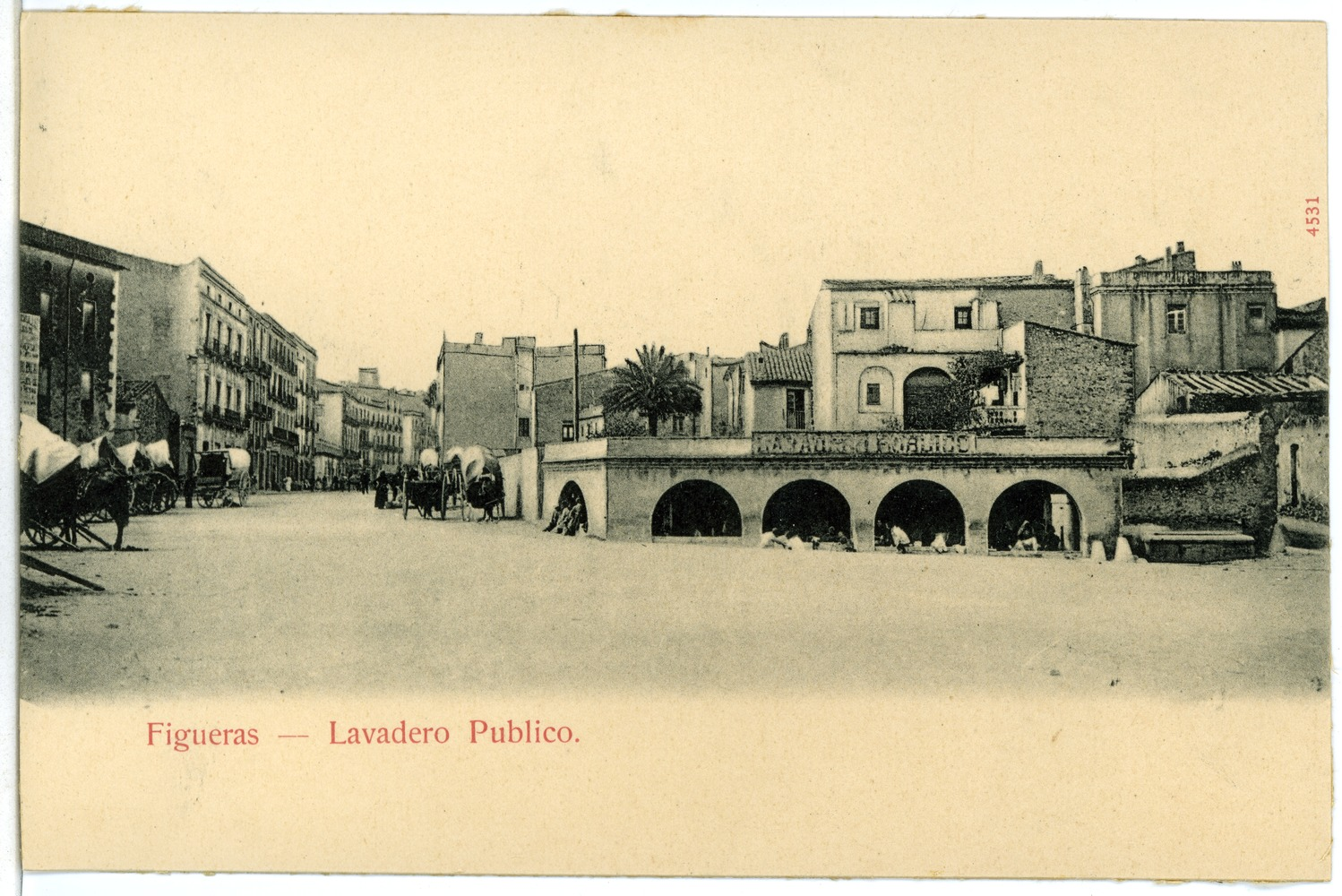
Фігерас часів дитинства Далі

### Дитинство
Сальвадор Далі народився 11 травня 1904 року в родині нотаріуса Сальвадора Далі-і-Кусі (1872—1952) і Феліпи Доменеч (1874—1921) у містечку Фігерасі в Каталонії, на північному сході Королівства Іспанія. Він народився через дев'ять місяців після смерті свого брата, якого теж звали Сальвадор (1901—1903). Коли йому було п'ять років, батьки взяли його з собою на могилу брата і сказали, що він був його реінкарнацією. Новина, що він є копією свого брата, викликала у нього страх перед могилою брата і бажання довести свою унікальність у світі. З раннього дитинства Сальвадор демонстрував яскраву індивідуальність, зокрема через енергійність і ексцентричність, що проявлялися в частих примхах і істериках. Така поведінка викликала роздратування у його батька, який негативно реагував на витівки сина, тоді як мати, навпаки, завжди підтримувала та прощала його. В результаті в уявленні Сальвадора батько став символом суворості та зла, а мати — уособленням добра.
Талант Сальвадора до малювання з'явився у досить юному віці. Уже в чотирирічному віці він, з дивною для такої маленької дитини старанністю, намагався малювати. Першу свою картину Сальвадор Далі намалював, коли йому було шість років. Це був невеликий імпресіоністський пейзаж, намальований олійними фарбами на дерев'яній дошці. Далі цілими днями просиджував у маленькій, спеціально призначеній для цього кімнаті, малюючи картини. У містечку Фігерасі Далі брав уроки малювання у професора Жоана Нуньєса. Серед улюблених картин молодого Далі була композиція французького художника Мілле «Анжелюс» (перше слово молитви «Angelus Domini», що означає «Ангел Господній»), де зображена сцена вечірньої молитви збирачів картоплі.

### Юність
Під досвідченим керівництвом професора талант юного Сальвадора набув своїх реальних форм. Вже в 14 років годі було й сумніватися в здатності Далі до малювання. Коли Далі виповнилося 15 років, його вигнали з чернечої школи за погану поведінку. Але він зміг успішно скласти всі іспити і вступити до інституту (так в Іспанії називали школу, яка надає закінчену середню освіту). Інститут йому вдалося закінчити з чудовими оцінками у 1921 році. Потім Далі вступив у Мадридську художню академію. У шістнадцять років він почав викладати свої думки на папері. З цього часу живопис і література стали рівноцінними частинами його творчого життя. У 1919 році в саморобному виданні «Студіум» він публікує нариси про Веласкеса, Гойю, Ель Греко, Мікеланджело і Леонардо да Вінчі. Бере участь у студентських виступах, за що на добу потрапляє у в'язницю.
На початку 20-х років Сальвадор Далі виявляв інтерес до творчості футуристів, проте його головною метою залишалося формування унікального художнього стилю. У цей час у нього з'явилися нові друзі й знайомі. Серед них були такі видатні та талановиті люди як поет Федеріко Гарсіа Лорка і режисер Луїс Бюнюель. Екстравагантний вигляд Далі викликав подив і шок серед пересічних мадридців, що приносило самому художнику значне задоволення. У 1921 році від раку грудей помирає мати Далі.
У 1923 році за порушення дисципліни він був на рік відсторонений від занять в академії. У цей період інтерес Далі був прикутий до творів великого генія кубізму Пабло Пікассо. У картинах Далі того часу можна помітити вплив кубізму («Молода дівчина», 1923). У 1925 році з 14 по 27 листопада проходить перша персональна виставка його робіт у галереї Далмау. На цій виставці були 27 картин і 5 малюнків генія-початківця. Школа живопису, у якій він навчався, поступово розчаровувала його, і в 1926 році Далі покинув академію. У цьому ж році Сальвадор Далі виїхав до Парижа, намагаючись знайти там для себе щось до душі. Вступивши до групи, яка об'єдналася навколо Андре Бретона, він почав створювати свої перші сюрреалістичні роботи («Кров солодша від меду» 1928; «Світлі радощі» 1929). На початку 1929 року відбулася прем'єра фільму «Андалузький пес» за сценарієм Сальвадора Далі і Луїса Бунюеля. Сценарій створили лише за шість днів. Після скандальної прем'єри цього фільму автори запланували ще один фільм «Золота доба». У 1929 році сюрреалізм став суперечливим питанням, для багатьох — неприйнятною течією у живописі.

### Молоді роки
Особисте життя Сальвадора Далі до 1929 року не мало яскравих моментів (якщо тільки не брати до уваги його численні захоплення нереальними дівчатками, дівчатами та жінками). Але саме у 1929 році Далі закохався в жінку — Олену Дьякову або Галу. У той час вона була дружиною письменника Поля Елюара, але стосунки її з чоловіком на той час вже були прохолодними. Саме ця жінка на все життя, що залишилося, стала музою, натхненням генія Далі.
У 1930 році картини Сальвадора Далі почали приносити йому популярність («Час, що розплився», «Постійність пам'яті»). Незмінними темами його творінь були руйнування, тлінність, смерть та світ сексуальних переживань людини (вплив книг Зиґмунда Фрейда). У січні 1931 року в Лондоні відбулася прем'єра другого фільму Далі — «Золота доба».

### Далі і Гала

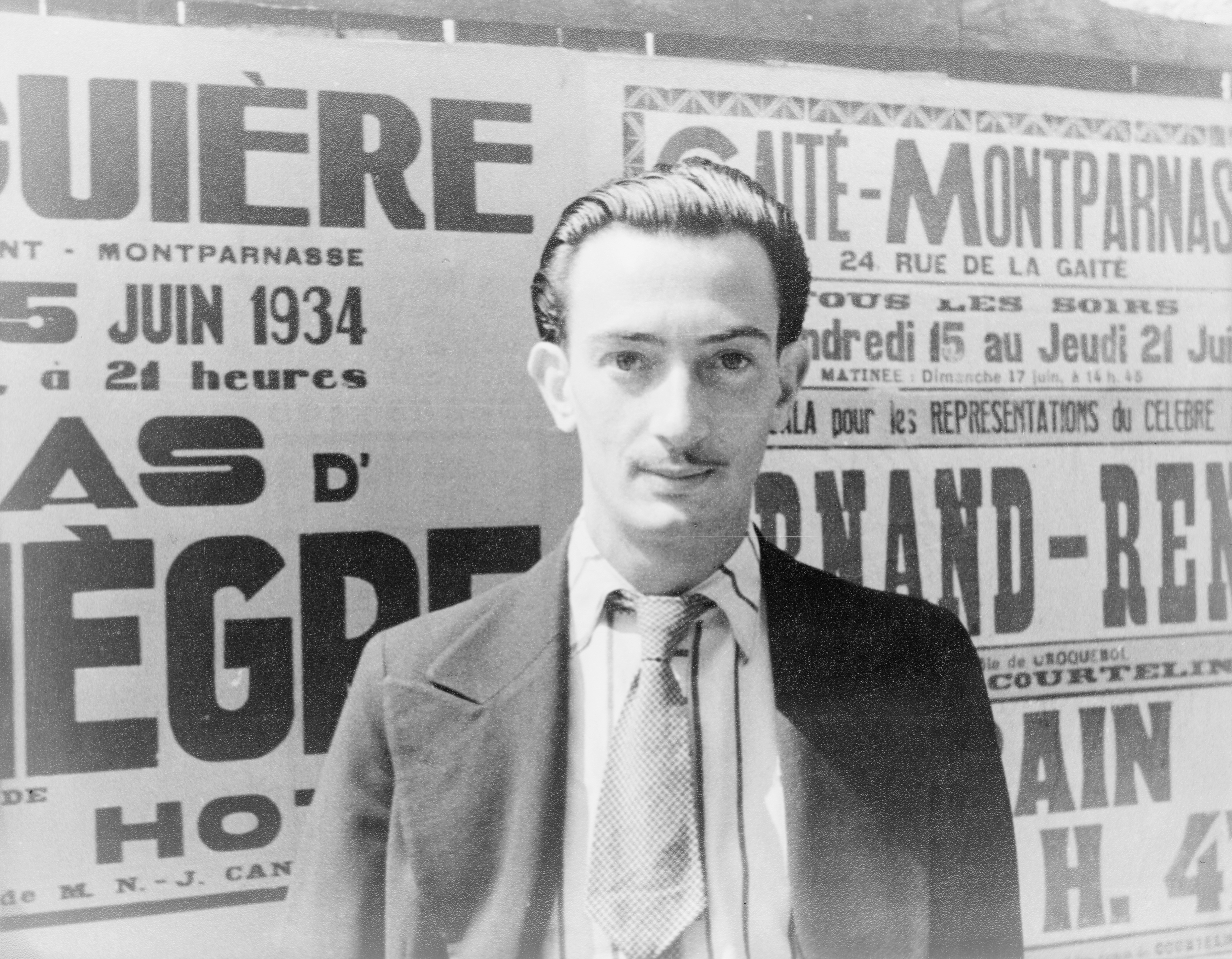
Сальвадор Далі в 1934 р.

Гала Елюар (ім'я при народженні — Олена Делувіна-Дьяконова) здавалася Далі витонченою і самовпевненою жінкою. Вона довгий час перебувала у вищих мистецьких колах Парижа, тоді як він був лише простим хлопцем з маленького провінційного містечка на півночі Іспанії. Спочатку Далі був вражений красою Гали й істерично реготав, коли вони розмовляли. Він не знав, як поводитися з нею, але потай визнавав, що вона йому подобалася. У свою чергу, Галу зацікавив цей напружений юнак і його стурбованість мастурбацією і кастрацією. Коли Поль Елюар повернувся в Париж, Далі і Гала знайшли вихід із ситуації. 
«Перший поцілунок, — писав Далі пізніше, — коли зіткнулися наші зуби й переплелися наші язики, був лише початком того голоду, який змусив нас гризти один одного до самої суті нашого буття». Такі образи часто з'являлися в наступних роботах Далі: відбивні котлети на тілі людини, смажені яйця, канібалізм — усі ці образи нагадують про шалене кохання Далі та Гали. Коли ця пара вперше втекла разом, вони замкнулися у своїй кімнаті в замку Карі-ле-Руе неподалік від Марселя і відрізали себе від решти світу. Це втеча тривала все їхнє подружнє життя, навіть тоді, коли Далі став скандально відомим. Гала стала для Сальвадора Далі не просто жінкою, яка задовольняла його пристрасть. Коли вона врешті-решт залишила свого чоловіка і переїхала до Далі в 1930 році, то виявила себе як чудовий організатор, менеджер і патронеса. А коли 1934 року вони нарешті одружилися, колишній чоловік Гали Поль Елюар був одним зі свідків на весільній церемонії.
Щоб висловити свої почуття до цієї дивовижної жінки, Далі зобразив її у вигляді Градиви, героїні популярного роману Вільяма Дженсена, де Градива постає, як статуя з Помпеї, в яку закохався юнак, що, в врешті-решт, змінило його життя. На картині «Градива знову відкриває для себе антропоморфні руїни» на тлі скель, написати які художника надихнув скелястий краєвид Коста Брава, на передньому плані зображена Градива, моделлю для якої послужила Гала, оповита скелею, на якій стоїть чорнильниця, можливо, як натяк на її колишнього чоловіка-поета.
Особливістю цих стосунків було вміння відчувати і розуміти одне одного. Гала буквально жила життям Далі, а він захоплювався нею все життя.

### Розрив із сюрреалістами
На початку 30-х років Сальвадор Далі вступив у конфлікт із сюрреалістами на політичному підґрунті. Його захоплення Адольфом Гітлером і монархічні прихильності розходилися з ідеями Бретона.
Після приходу до влади каудильйо Фрáнко у 1936 році Далі свариться із сюрреалістами, які займають ліві позиції, і його виключають з групи. Далі порвав із сюрреалістами після того, як ті звинуватили його в контрреволюційній діяльності. У відповідь Далі не без підстав заявляє: «Сюрреалізм — це я». Насправді Сальвадор був аполітичним, і навіть його монархістські погляди слід було розуміти сюрреалістично, так само, як і постійно рекламовану ним сексуальну пристрасть до Гітлера. Він жив сюрреалістично, його висловлювання і роботи мали ширший і глибший зміст, ніж інтереси конкретних політичних партій. Так, 1933 року він намалював картину «Загадка Вільгельма Телля», де зобразив Вільгельма Телля в образі Леніна з величезним задом.
Між 1936 і 1937 роками Сальвадор Далі пише одну з найвідоміших картин «Метаморфоза Нарциса». Одночасно виходить його літературна праця «Метаморфози Нарциса. Параноїдна тема». Раніше, 1935 року, в праці «Викорінення ірраціонального» Далі сформулював теорію параноїдально-критичного методу.

### Далі в Італії
У 1937 році Далі відвідує Італію з метою ознайомлення з живописом епохи Відродження. Далі був у захопленні від творів Відродження. У його власних роботах починає домінувати правильність людських пропорцій та інші риси академізму. Незважаючи на відхід від сюрреалізму, його картини, як і раніше наповнені сюрреалістичними фантазіями. Пізніше Далі (в найкращих традиціях своєї зарозумілості і епатажності) приписує собі порятунок мистецтва від модерністської деградації, з чим пов'язує своє власне ім'я («Salvador» в перекладі з іспанської означає «Спаситель»).

### Далі в США
Після окупації Франції німцями в 1940 році Далі їде у США (Каліфорнію), де відкриває нову майстерню. Він живе разом з Галою з 1940 по 1948 роки.
В американський період Далі приступив до циклу картин на релігійну тематику. «Спокуса Святого Антонія» (1946), «Мадонна порту Льїгат» (1949), «Відкриття Америки Христофором Колумбом» (1959) та інші полотна створили йому славу «католицького живописця». Сам він говорив, що в католицькій релігії його полонило «рідкісна досконалість задуму». У 1949 році Далі навіть удостоївся аудієнції у Папи Римського Пія XII (пізніше його запрошував до Ватикану і Папа Іоанн XXIII). Але при цьому художник уважно стежив і за досягненнями науки. Він написав «Атомну Леду» (1949) та «Ядерний хрест» (1952).
У 1942 році Сальвадор Далі випускає белетризовану автобіографію «Таємне життя Сальвадора Далі, написане ним самим». Коли ця книга у 1942 році була видана, вона відразу викликала критику з боку преси і прихильників пуританських кіл суспільства. Його літературні спроби, як і художні твори, як правило, виявляються комерційно успішними.
Він співпрацює з Волтом Діснеєм. Той пропонує Далі випробувати свій талант у кіно — мистецтво, яке в той час було овіяне ореолом чаклунства, чудес і широких можливостей. Але запропонований Сальвадором проект сюрреалістичного мультфільму Destino був визнаний комерційно недоцільним, і робота над ним була припинена. Далі працює з режисером Альфредом Хічкоком і малює декорації для сцени сну з фільму «Заворожений». Однак сцена увійшла в фільм дуже урізаною — знову ж таки з комерційних міркувань.
Далі, як правило, подобалася активна діяльність, і разом з Галою, яка постійно поруч з ним, він став відомий всім Сполученим Штатам Америки як король сучасного мистецтва. Далі також знайшов час, щоб написати роман «Приховані обличчя» про групу аристократів на порозі Другої світової війни.

### Повернення до Іспанії
З часом ностальгія за батьківщиною бере своє, і в 1948 році він повертається в Іспанію. Перебуваючи у Порт Льїгаті Далі звертається у своїх творах до релігійно-фантастичної тематики. У 1953 році проходить велика ретроспективна виставка Сальвадора Далі в Римі. На ній представлені 24 картини, 27 малюнків і 102 акварелі. Раніше, в 1951 році, напередодні холодної війни, Далі розробляє теорію «атомарного мистецтва», опубліковану в цьому ж році в «Містичному маніфесті». Далі ставить перед собою мету донести до глядача ідею про сталість духовного буття навіть після зникнення матерії («Голова Рафаеля, що відривається», 1951). У 1959 році Далі і Гала облаштували свій будинок у Порт-Льїгаті. На той час вже ніхто не міг сумніватися в геніальності художника. Його картини купувалися за величезні гроші шанувальниками та любителями розкоші. Величезні полотна, написані Далі в 60-х роках, оцінювалися у величезні суми. У багатьох мільйонерів вважалося шиком мати в колекції картини Сальвадора Далі.
Наприкінці 60-х років стосунки між Далі і Галою стали прохолодними. На прохання Гали, Далі змушений купити їй замок, де вона багато часу проводила в товаристві молодих чоловіків. Подальші роки їхнього спільного життя характеризувалися поступовим згасанням емоційного зв’язку між ними.

### Музей Далі

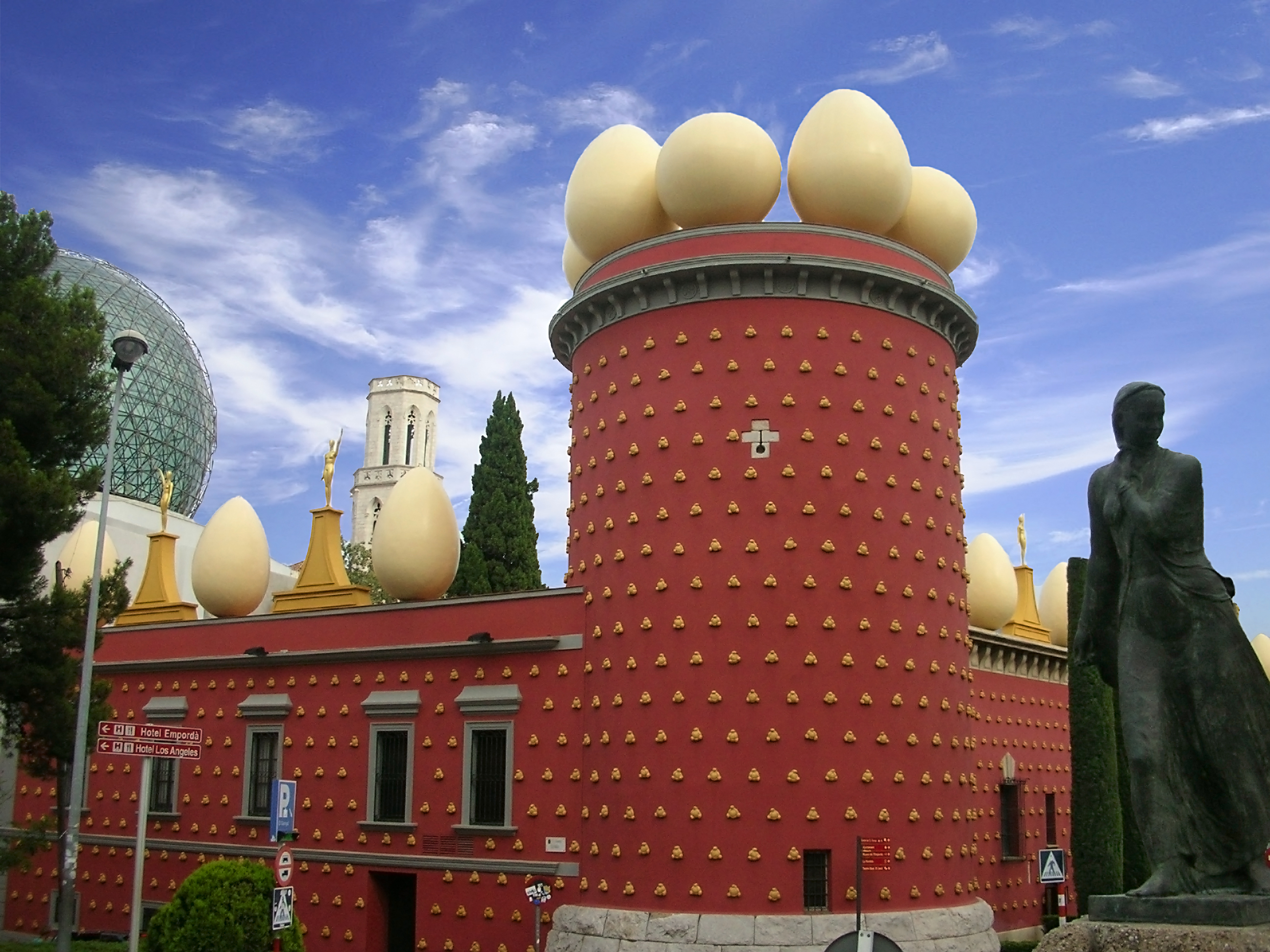
Театр-музей Сальвадора Далі. Фігерас

У 1973 році у Фігерасі був відкритий «Музей Далі». Цей незрівнянний сюрреалістичний витвір і нині захоплює відвідувачів. Музей є ретроспективою життя великого художника.
Сальвадору Далі прийшла ідея побудувати музей для своїх робіт. Незабаром він взявся за перебудову театру у Фігерасі, своїй батьківщині. Театр був зруйнований під час громадянської війни в Іспанії. Над сценою було споруджено гігантський геодезичний купол. Розчистили і розділили на сектори глядацьку залу. У секторах могли бути представлені його роботи різних жанрів.
Далі сам розписав вхідне фоє, зобразивши себе і Галу, які відмивають золото у Фігерасі, з ногами, що звисають зі стелі. Салон був названий Палацом вітрів, за однойменною поемою, в якій розповідається легенда про східний вітер, чия любов одружилася і живе на заході, тому завжди, коли він наближається до неї, він змушений повернутися назад, на свою землю. Коли він повертаються — то плаче, і на землю падають його сльози. Ця легенда дуже сподобалася містику Далі.
Іншу частину свого музею Сальвадор Далі присвятив еротиці. Як він часто любив підкреслювати, «… еротика відрізняється від порнографії тим, що перша приносить всім щастя, а друга — лише невдачі».
У Театрі-музеї Далі було виставлено багато його робіт та інших дрібничок. Музей відкрився у вересні 1974 року і був схожий не стільки на музей, скільки на базар. Там, серед іншого, були результати експериментів Далі з голографією, з якої він сподівався створити глобальні тривимірні образи. Його голограми спочатку виставлялися в галереї Кнедлер в Нью-Йорку в 1972 році. Він перестав експериментувати в 1975 році. Крім того, в Театрі-музеї Далі демонструвалися подвійні спектроскопічні картини із зображенням оголеної Гали на тлі картини Клода Лорена та інші предмети мистецтва, створені Далі.

### Останні роки

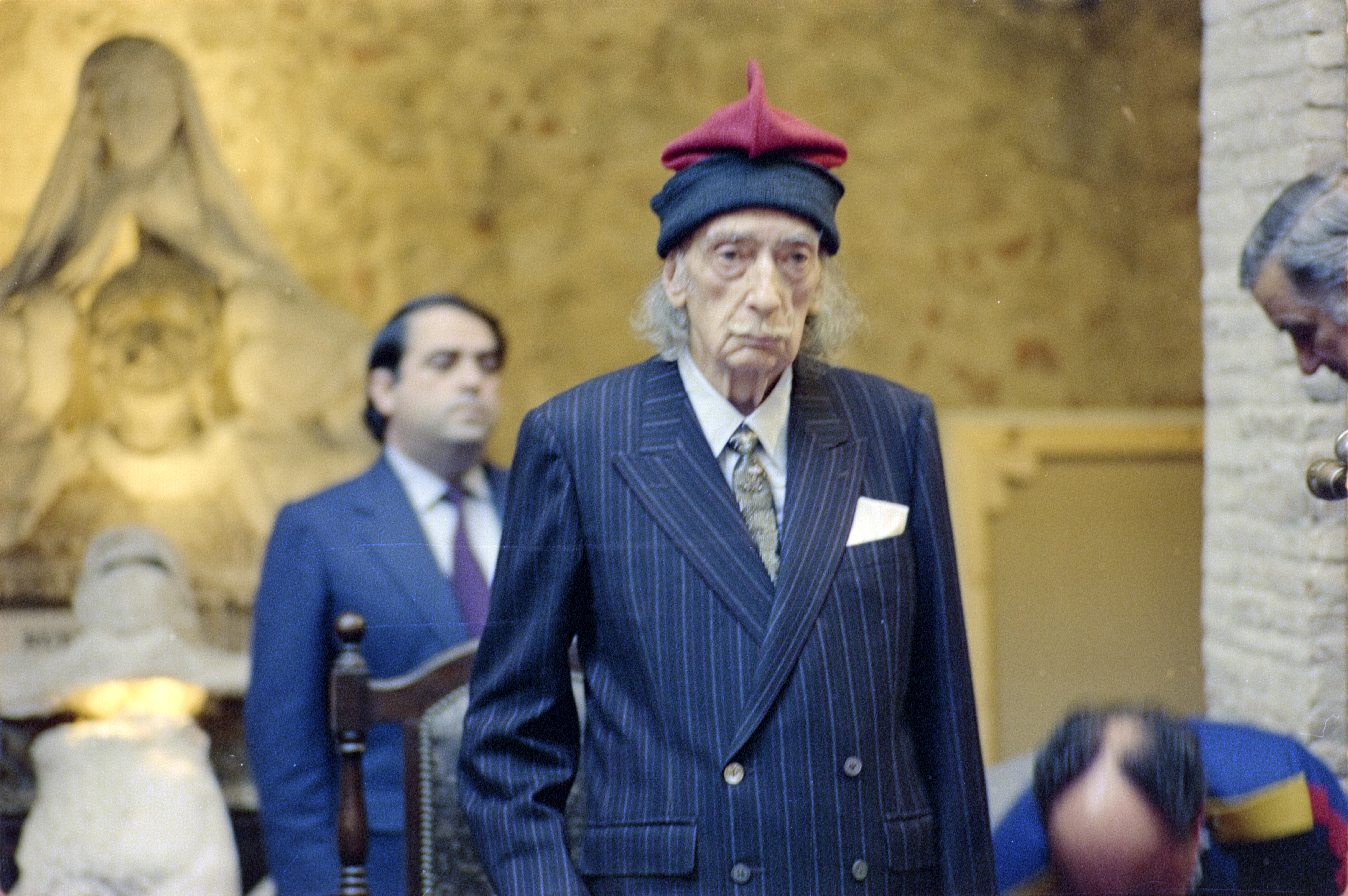
Сальвадор Далі в 1981 р.

Ближче до 80-х років у Далі почалися проблеми із здоров'ям. Смерть Франко приголомшила й налякала Далі. Будучи патріотом, він не міг спокійно переживати зміни в долі Іспанії. Лікарі підозрювали у Далі хворобу Паркінсона. Ця хвороба колись стала смертельною для його батька. 10 червня 1982 року померла Гала. Хоча їхні стосунки не можна було назвати близькими, Далі сприйняв її смерть як жахливий удар.
Через сильне бажання бути поруч з її духом, Далі переїхав в замок Пубол, майже припинивши з'являтися у суспільстві. Попри це, його популярність зростала. У 1982 році Музей Сальвадора Далі, відкритий у Клівленді, штат Огайо, який містив велику частину його робіт, переїхав до Сент-Пітерсбергу, штат Флорида. Центр Жоржа Помпіду у Парижі влаштував велику ретроспективу робіт Далі в 1979 році. Її пізніше послали через Ла-Манш до галереї «Тейт» у Лондоні. Подвійний показ ретроспективи дозволив широким верствам населення Європи ознайомитися з роботами Далі і приніс йому широкий розголос.
Серед нагород, які посипалися на Далі, було членство в Академії витончених мистецтв Франції. Іспанія удостоїла його найвищої честі, нагородивши Великим хрестом Ізабелли-католички, який йому вручив король Хуан Карлос I. Далі був оголошений маркізом де Пубол у 1982 році. Незважаючи на все це, Далі був нещасний і почував себе погано. Він багато працював. Все своє життя він захоплювався італійськими художниками епохи Відродження, тому почав малювати картини в манері, ближчій до стилю епохи Відродження. Він також почав малювати у вільному стилі. Лінійний, експресіоністський стиль, що нагадує манеру Вінсента ван Гога, проявився у такій його картині, як «Ліжко та приліжковий столик люто атакують віолончель» (1983), де чіткі класичні лінії ранніх робіт Далі поступаються більш вільному, романтичнішому стилю.
У кінці 1983 року його настрій, як здавалося, трохи покращився. Він почав іноді прогулюватися садком, малювати картини. Але це тривало не довго. З віком розумова діяльність поступово втрачала колишню гостроту і ясність. 
30 серпня 1984 року в будинку Далі сталася пожежа. Він уже кілька днів був прикутий до ліжка, коли якимось чином воно загорілося. Можливо, причиною була несправна лампа, що стояла біля ліжка. Запалала вся кімната. Йому вдалося доповзти до дверей. Роберт Дешарне, який керував справами Далі протягом багатьох років, врятував його від смерті, витягши з охопленої вогнем кімнати. Опіки на тілі художника займали 18 % шкіри. У лютому 1985 року стан Далі дещо покращився, і він зміг дати інтерв'ю найбільшій іспанській газеті «Паїс».
Але в листопаді 1988 року Далі поклали в клініку з діагнозом «серцева недостатність». Серце Сальвадора Далі зупинилося 23 січня 1989 року. Його тіло забальзамували, на його прохання, і протягом тижня він лежав у музеї у Фігерасі. Тисячі людей приїхали, щоб попрощатися з великим генієм. Сальвадора Далі поховали в центрі музею його імені під плитою, що немає жодних позначок.

### Посмертні події
У червні 2017 року суд в Мадриді ухвалив рішення щодо ексгумації останків Сальвадора Далі. Таке рішення суд виніс, розглядаючи позов жительки Жирони, Марії Пілар Абель, яка називала себе ясновидицею та стверджувала, що художник є її батьком. 20 липня труна з тілом Сальвадора Далі була розкрита, і була проведена ексгумація з метою перевірити. Експертиза ДНК показала, що вони не є родичами.
Команда Goodby Silverstein & Partners створила віртуальну копію Далі за допомогою штучного інтелекту. З квітня 2019 року зали музею Далі, Санкт-Петербург, штат Флорида, прикрасять екранами, на яких цифровий Далі вестиме свою програму, коментуватиме власні твори та цікаві події.

## Епатаж Сальвадора Далі

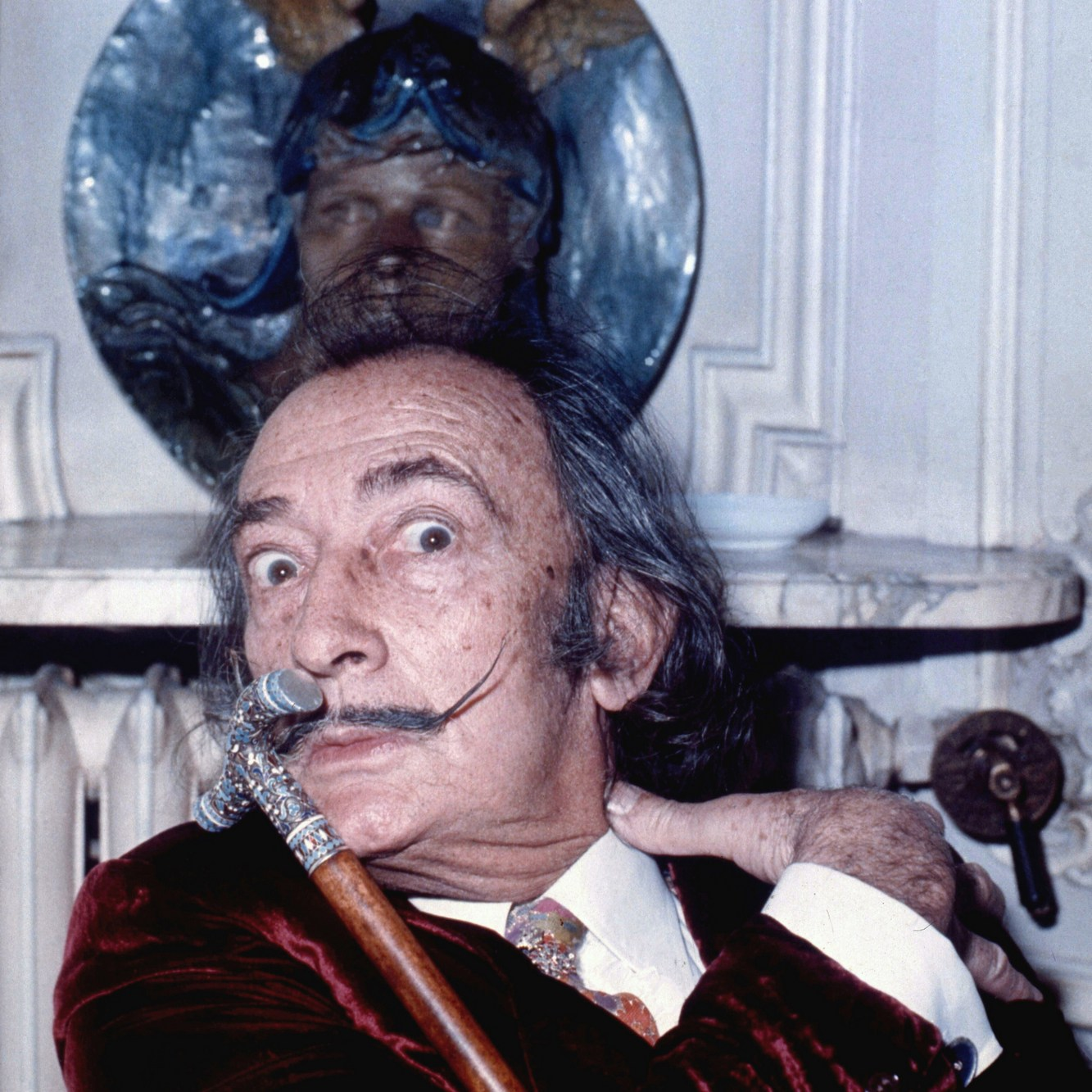
Епатажне фото Сальвадора Далі, 1972 р.

- У Сальвадора Далі, як у людини оригінальної, і домашній улюбленець був незвичайним. Далі був дуже прив'язаний до свого екзотичного друга — гігантського мурахоїда, вигулював його вуличками Парижа та навіть брав із собою на світські вечори[17].
- Також тримав в якості домашньої тварини оцелота на ім'я Бабу.
- Відвідуючи виставку сюрреалістичної творчості в Лондоні 1936-го, одягнувся в костюм водолаза[18].
- Для нью-йоркського магазину «Bonwit Teller» у 1939 році Сальвадор Далі створив інсталяцію «День і ніч» з манекенами, що плавали у ваннах. Власник замінив манекени на менш кричущого вигляду, в результаті Далі влаштував у магазині погром і одна з ванн випала на вулицю, розбивши вітрину. Далі скористався цим для ефектної появи на публіці, вискочивши слідом[19].
- У Парижі в 1958 році він ніс батон хліба довжиною 12 метрів[20].
- Сьомого грудня 1959 року в Парижі відбулася презентація овосипеда (ovocypede): пристрою, який придумав Сальвадор Далі і втілив у життя інженер Лапарра. Овосипед — це прозора куля з закріпленим всередині сидінням для однієї людини[21].
- Співачка Шер і її чоловік Сонні Боно, в 1970-і відвідали вечірку Сальвадора Далі, яку він проводив в Нью-Йоркському готелі Plaza. Там Далі підклав їй на сидіння виріб у формі риби, що виявився дистанційно контрольованим вібратором[22].

## Список творів

«Постійність пам'яті» (1931)

### Картини
- Пейзаж біля Фігераса (1910)
- Свято в Фігерасі (1914—1916)
- Сад в Льяне (1920—1921)
- Мрії нічних прогулянок (1922)
- Кубістичний автопортрет (1923)
- Портрет Луїса Буньюеля (1924)
- Пляшка рому з сифоном (1924)
- Мед солодший за кров (етюд) (1927)
- Похмура гра (1929)
- Перші дні весни (1929)
- Великий мастурбатор (1929)
- Постійність пам'яті (1931)
- Ранішні фантазії (1932)
- Привид Вермера Делфтського, здатний послужити й столом (1934)
- Морфологічне ехо (1934-1936)
- Археологічний відгомін «Анжелюса» Мілле (1935)
- Осінній канібалізм (1936)
- М'яка конструкція з вареними бобами (1936)
- Жирафа у вогні (1937)
- Метаморфози Нарциса (1937)
- Лебеді, які відображаються у слонах (1937)
- Поява обличчя і вази з фруктами на березі моря (1938)
- Висока мить (1938)
- Обличчя війни (1940)
- Невільницький ринок з появою невидимого бюста Вольтера (1940)
- Мед солодший за кров (1941)
- Сон, викликаний польотом бджоли навкруги граната за секунду до пробудження (1944)
- Галарина (1944—1945)
- Кошик з хлібом (1945)
- Спокуса святого Антонія (1946)
- Слони (1948)
- «Атомна Леда» (1949)Атомна Леда (1949)

«Атомна Леда» (1949)

- Мадонна Порт-Льїгата (три версії, 1949, 1950)
- Христос святого Іоанна від Хреста (1951)
- Галатея зі сферами (1952)
- Дезінтеграція постійності пам'яті (1952—1954)
- Розп'яття або Гіперкубічне тіло (1954)
- Содомське самовдоволення невинної діви (1954)
- Таємна вечеря (1955)
- Живий натюрморт (1956)
- Відкриття Америки Христофором Колумбом (1958—1959)
- Ловля тунця (1966—1967)
- Галюциногенний тореадор (1968—1970)
- Хвіст ластівки (1983)

З 1965 року в головній їдальні комплексу в'язниці на острові Рікерс (США) на видному місці висів рисунок Далі, який той написав як вибачення ув'язненим за те, що не зміг бути присутнім у них на лекції з мистецтва, як обіцяв. У 1981 році малюнок перевісили в хол «з метою збереження», а в березні 2003 року він був замінений на підробку, а оригінал викрадений, у цій справі висунули звинувачення чотирьом працівникам в'язниці. Незважаючи на те, що троє з них визнали себе винними, а четвертого було виправдано, оригіналу так і не знайшли.

### Ілюстрації
У 1957 році італійська влада звернулася до Сальвадору Далі з запрошенням створити серію з 101 акварелі для нового видання "Божественної комедії", яке планувалося випустити для приурочення 700-річчя від дня народження Данте Аліг'єрі у 1965 році. Далі прийняв завдання. Однак, коли перші з акварелей були виставлені у Римі в палаці Паллавічині-Роспільозі, частина італійської публіки залишилася незадоволена тим, що щоб віддати данину пам'яті видатного поета їх країни прийняли іспанця, а не італійця. За результатом цього, проект було рішено скасувати. 
Далі виконав ілюстрації до нового видання "Дон Кіхота" та запропонував свої акварелі видавцеві Форе для випуску тому видання поеми Данте Аліг'єрі. Раймон Жаке і його асистент з прізвищем Тарікко були поставлені до завдання вручну вирізати 3500 дерев'яних блоків для репродукції акварелей Далі. Результатом цього було обмежене видання книги на італійській мові.

### Скульптури Далі
- Венера Мілоська із шухлядами (1936)
- 1969—1979 Колекція Клот: Колекція Клот складається з 44 бронзових статуй, створених художником в своєму будинку в Порт Лігат:

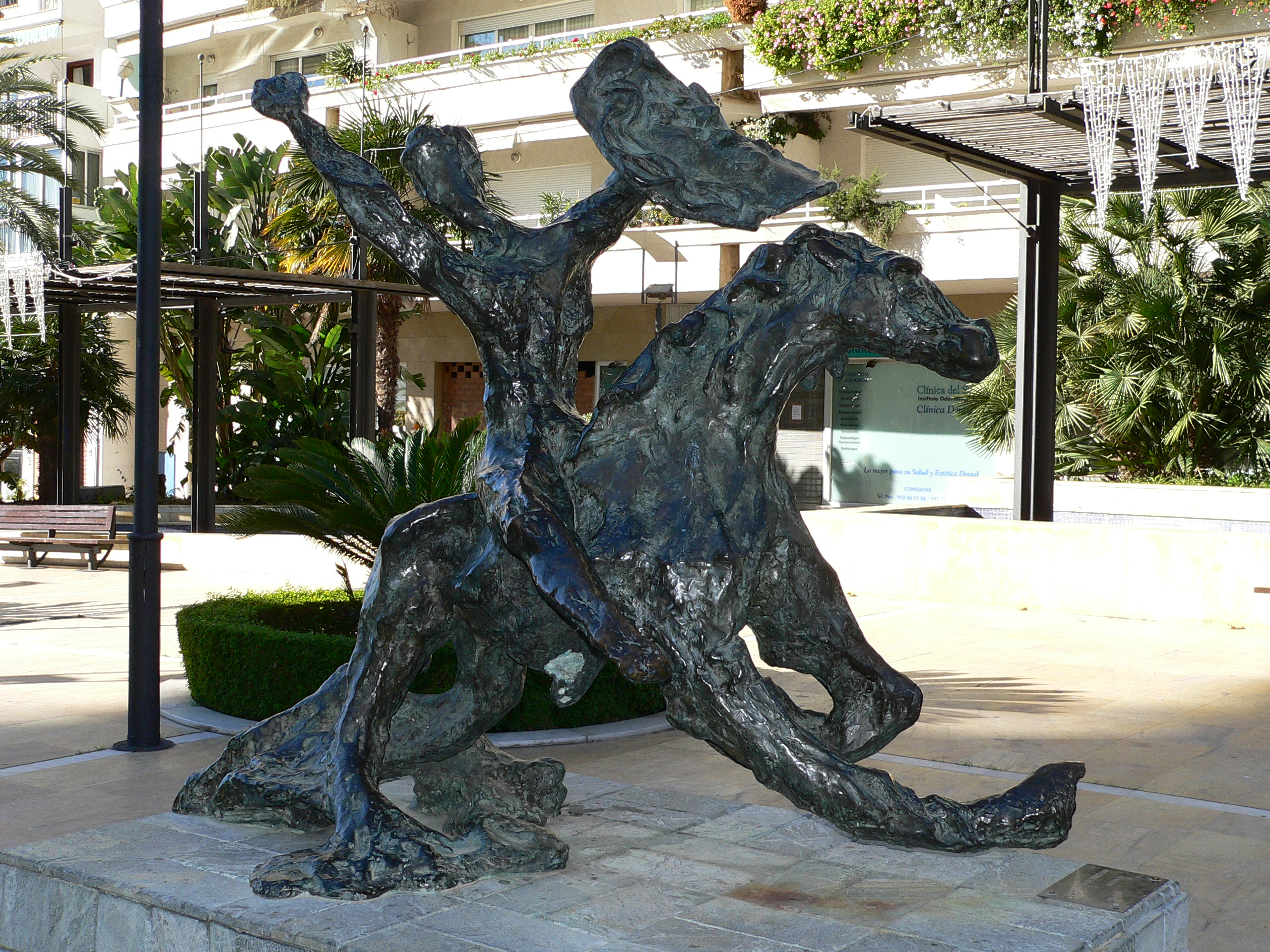
Верховий кінь, що спотикається
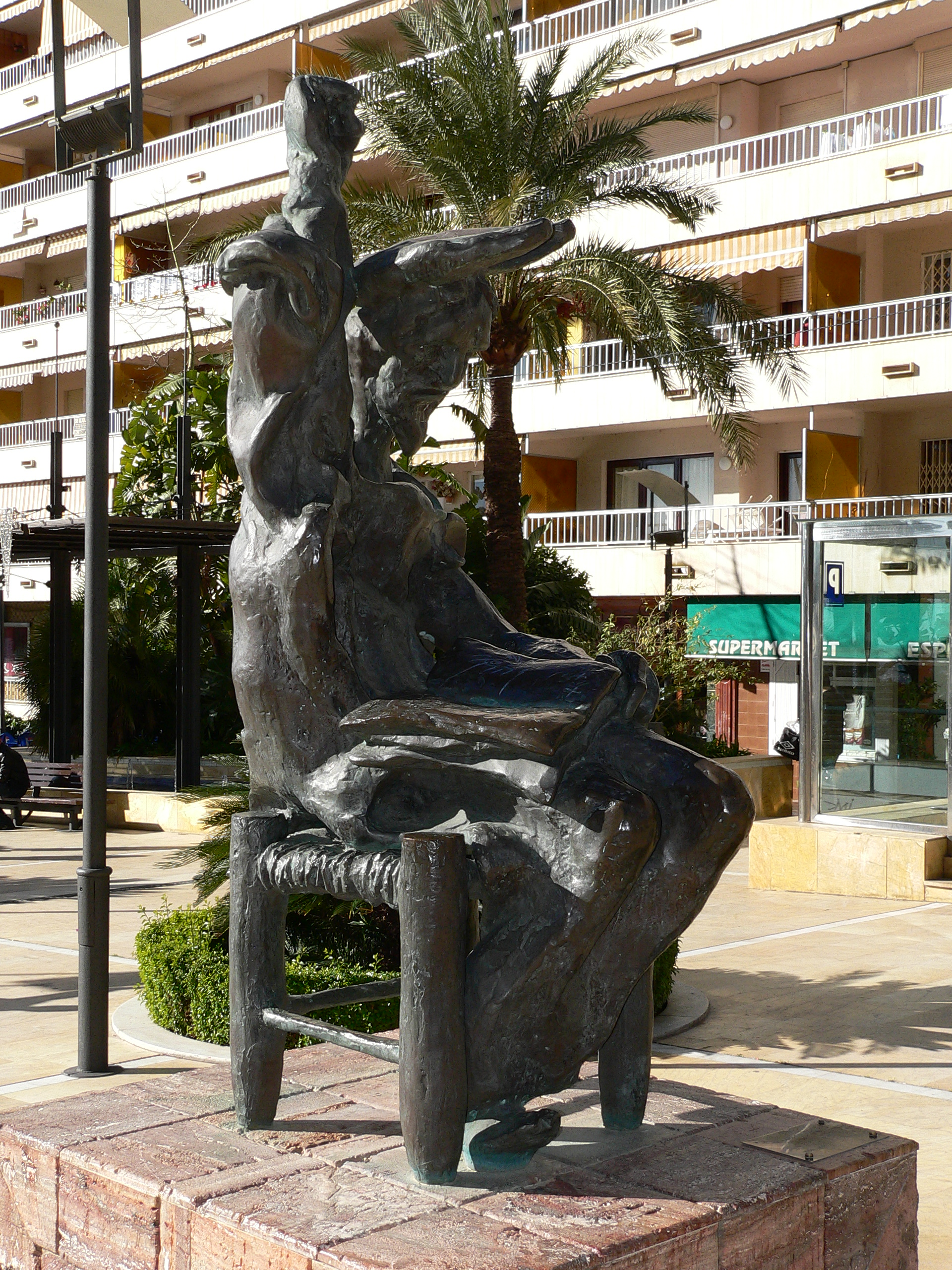
Дон Кіхот, що сидить
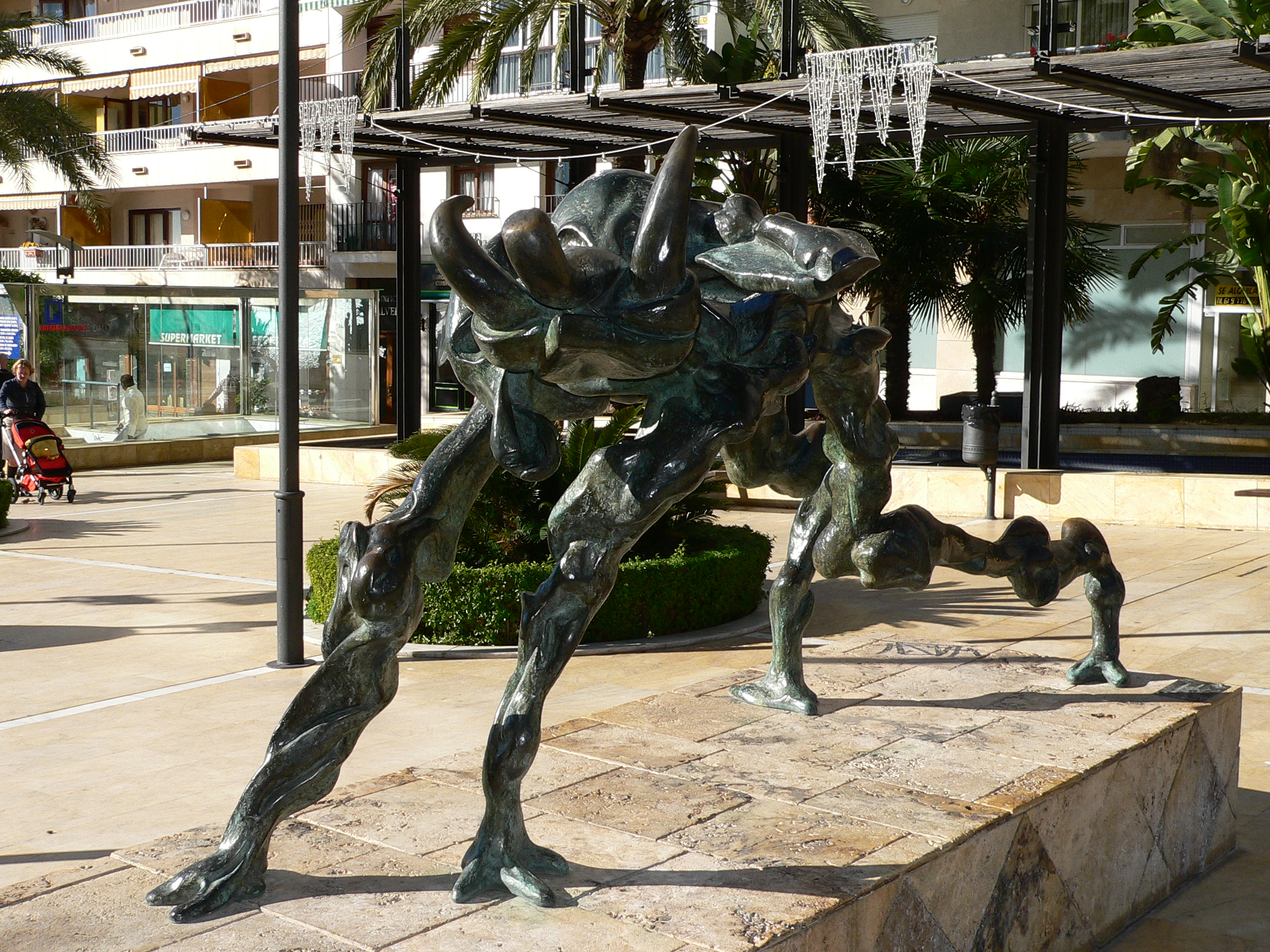
Космічний слон
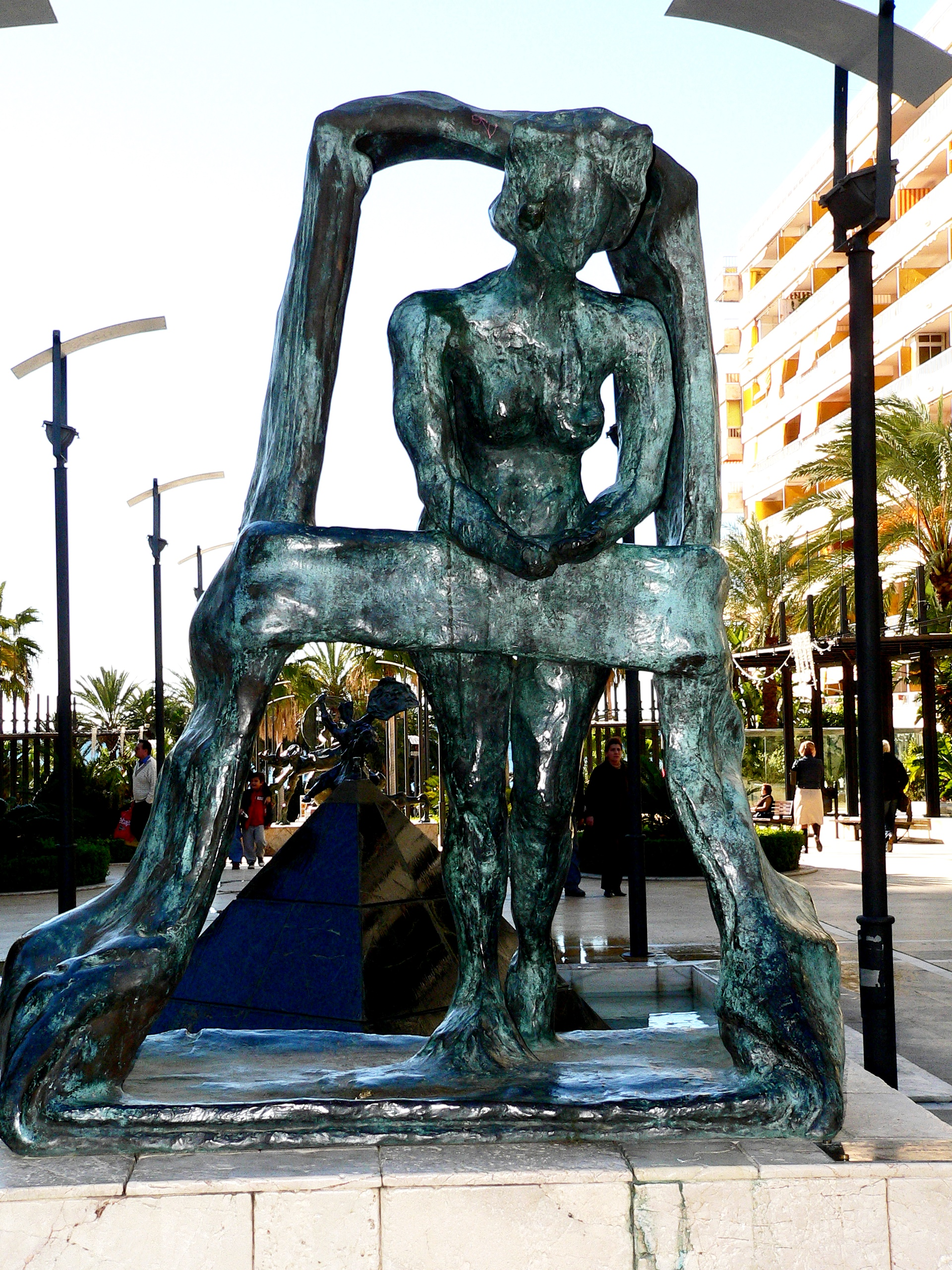
Ґала у вікні
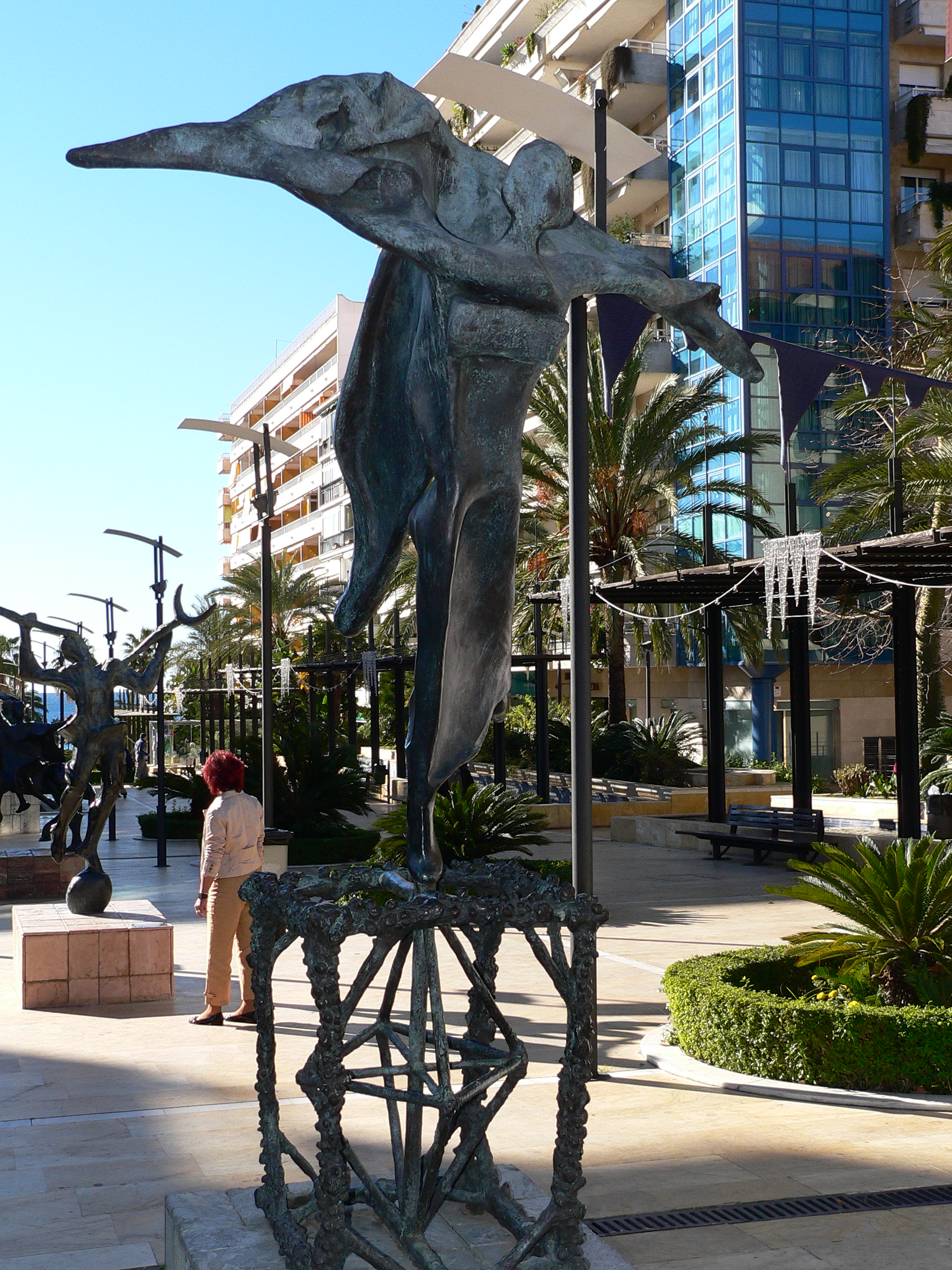
Ґала Ґрадіва
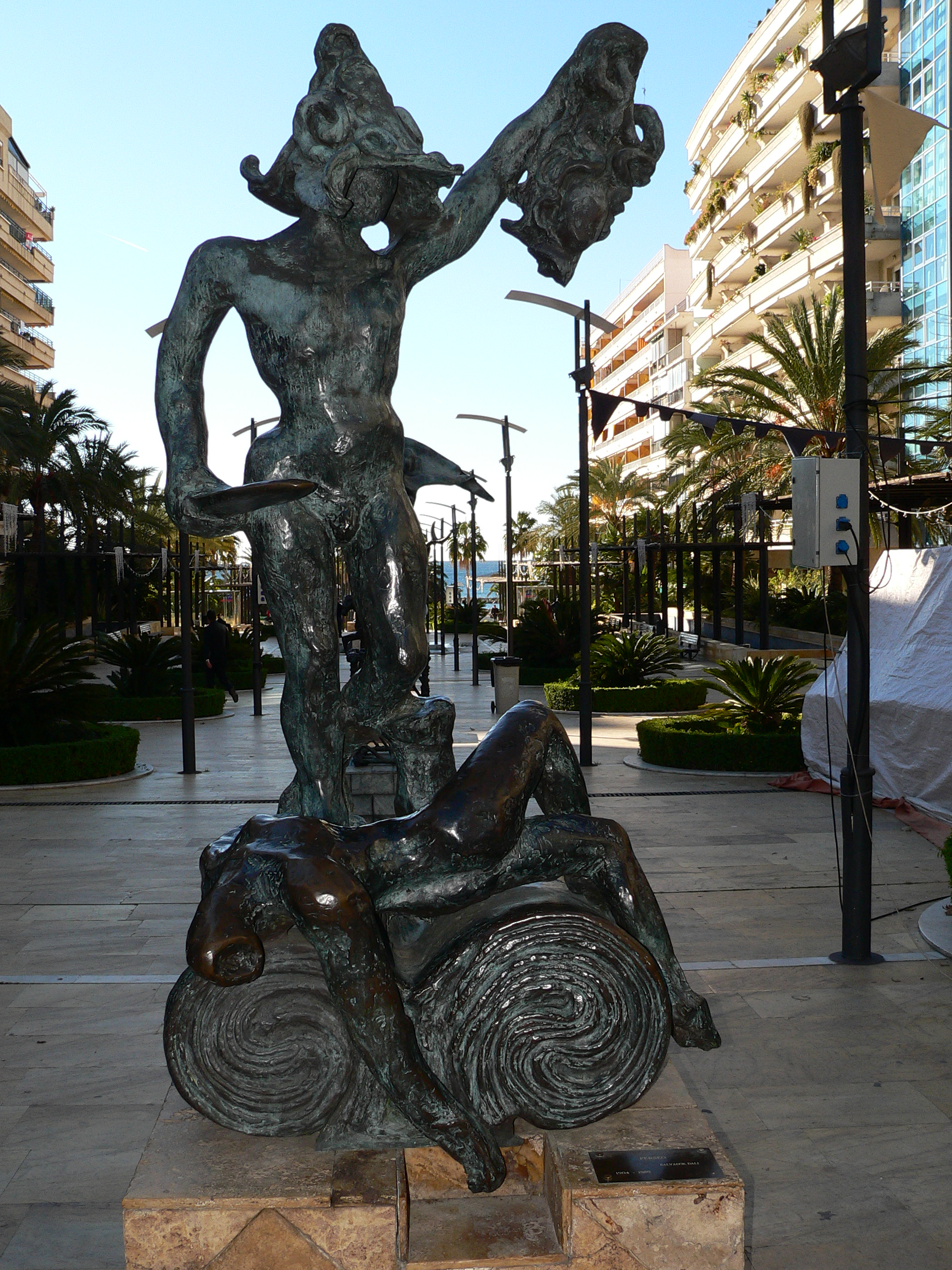
Персей з головою медузи

### Фільми
- «Золота доба» (1930) — фільм, знятий Далі у співпраці з Луїсом Бунелем. Являє собою низку історій, об'єднаних темою насильства.
- «Враження від верхньої Монголії» (1975) — єдиний завершений за життя Далі його фільм. Оповідає історію про експедицію, яка вирушила на пошуки величезних галюциногенних грибів. Більшу частину відеоряду «Вражень від Верхньої Монголії» складають мікроскопічні плями сечової кислоти на латунній смужці. «Автором» цих плям був маестро. Протягом декількох тижнів він «малював» їх на шматочку латуні.
- «Destino» (2003) — анімаційний фільм компанії «Волт Дісней». Розробка почалася із співпраці Далі з американським аніматором Волтом Діснеєм ще в 1945 році, але була відкладена внаслідок фінансових проблем компанії.

## Далі-дизайнер

Телефон-омар, 1936 р.

Сальвадор Далі також відомий як екстравагантний дизайнер. Зокрема він створював незвичайного вигляду меблі: крісло з ніжками в формі людських ніг та бильцем у формі руки; оббите хутром крісло, спинка якого ввігнута, наче там сидить невидима людина; столик у вигляді опудала ягняти; диван, що виглядає як губи тощо. Впродовж життя розробляв дизайн прикрас за мотивами своїх картин, а в 1950, спільно з Кристіаном Діором, — костюм із шухлядами. Інший одяг його дизайну — «сукня-скелет» з подібними на кістки складками, абсурдно мале бікіні. Також відомий за телефон зі слухавкою у формі омара.
У 1969 році Сальвадор Далі створив логотип карамелі «Чупа Чупс» для Енріке Берната. Той звернувся до свого земляка Сальвадора Далі з проханням намалювати впізнаваний логотип. Геніальний художник взяв за основу тодішній логотип у формі жовтої квітки, але прибрав зображення самої карамелі та чорне обведення, додав світлішого відтінку і змінив шрифт.